# Othmar Rauscher
Othmar Rauscher OCist (* 27. September 1919 in Engelbrechts; † 2. Juli 1995 in Bochum) war ein österreichischer Zisterzienser und Abt des Stiftes Schlierbach.

## Leben
Rauscher besuchte das Gymnasium des Stiftes Schlierbach, wo er 1938 eintrat. Sein Theologiestudium begann er im Stift Heiligenkreuz, musste aber bald zum Kriegsdienst einrücken und wurde 1941 bei Leningrad schwer verwundet. Er konnte daraufhin sein Theologiestudium an der Universität Wien fortsetzen, wo er 1948 zum Doktor der Theologie promoviert wurde. Nach einer kurzen Tätigkeit als Kaplan in Wartberg an der Krems kam er 1949 als Präfekt und Religionsprofessor an das Gymnasium Schlierbach. 1961 wurde er für die Missionsarbeit bei Missio München freigestellt. Als Photograph schuf er audiovisuelle Hilfsmittel für Missionare. 1971 wurde er zum Abt des Stiftes Schlierbach gewählt. 1983 resigniert, fand er in der Erzabtei St. Ottilien eine zweite Heimat. Er arbeitete zuerst noch bei Missio München, dann von 1984 bis 1988 bei der Ostpriesterhilfe/Kirche in Not. Von 1989 bis 1992 wirkte er als Firmspender in der Diözese Augsburg. 1992 kehrte er nach Schlierbach zurück und half in der Seelsorge aus. Er starb 1995 infolge eines Verkehrsunfalls.